# Guy Granier
Guy Granier, ou Guy de Césarée, mort entre 1176 et 1182, est le fils aîné d'Hugues Granier, seigneur de Césarée, et de son épouse Isabelle Gothman.
À la mort de son père entre 1168 et 1174, il lui succède comme nouveau seigneur de Césarée.
Il apparait dans les archives contemporaines dans deux actes. Le premier en date du 3 juillet 1174 où il signe comme témoin avec son frère Gautier II dans une charte du roi Amaury Ier de Jérusalem. Le second comme témoin d'une charte de 1176 de son beau-père Baudouin d'Ibelin.
Il n'a pas contracté d'union, ni eu de descendance connue.
La date de sa mort n'est pas connue, mais elle survient entre 1176 et 1182. En l'absence d'héritier, c'est alors son frère puîné Gautier II qui devient le nouveau seigneur de Césarée.